# Medalja Thomasa Kellerja
Medalja Thomasa Kellerja je medalja, ki jo podeljuje Svetovna veslaška zveza (FISA) za izjemne dosežke v mednarodnem merilu v veslaškem športu. Medalja je najvišje priznanje, ki ga lahko dobi veslač, podeli pa se mu do pet let po njegovi upokojitvi. Poleg športnih dosežkov se s to medaljo nagrajuje tudi izjemen športni duh veslača.
Medalja nosi ime Thomasa Kellerja, predsednika FISE med letoma 1958 in 1989.

## Prejemniki
| Leto | Dobitnik           | Narodnost           | Profil                                    |
| ---- | ------------------ | ------------------- | ----------------------------------------- |
| 1990 | Alf Hansen         | Norveška            | Arhivirano 2004-12-05 na Wayback Machine. |
| 1991 | Thomas Greiner     | Nemčija             |                                           |
| 1994 | Yuri Pimenov       | Rusija              | Arhivirano 2004-11-28 na Wayback Machine. |
| 1996 | Francesco Esposito | Italija             |                                           |
| 1996 | Nikolai Pimenov    | Rusija              |                                           |
| 1996 | Rolf Thorsen       | Norveška            |                                           |
| 1997 | Giuseppe Abbagnale | Italija             |                                           |
| 1997 | Carmine Abbagnale  | Italija             |                                           |
| 1997 | Jana Sorgers       | Nemčija             | Arhivirano 2004-12-05 na Wayback Machine. |
| 1997 | Thomas Lange       | Nemčija             | Arhivirano 2004-12-05 na Wayback Machine. |
| 1998 | Kerstin Köppen     | Nemčija             |                                           |
| 1998 | Roland Baar        | Nemčija             | Arhivirano 2007-09-27 na Wayback Machine. |
| 1999 | Silken Laumann     | Kanada              | Arhivirano 2004-11-28 na Wayback Machine. |
| 1999 | Kathleen Heddle    | Kanada              |                                           |
| 2001 | Steve Redgrave     | Združeno kraljestvo |                                           |
| 2002 | Marnie McBean      | Kanada              | Arhivirano 2004-11-28 na Wayback Machine. |
| 2003 | Peter Antonie      | Avstralija          |                                           |
| 2004 | Nico Rienks        | Nizozemska          | Arhivirano 2004-11-28 na Wayback Machine. |
| 2005 | Matthew Pinsent    | Združeno kraljestvo | Arhivirano 2007-09-27 na Wayback Machine. |
| 2006 | Agostino Abbagnale | Italija             |                                           |
| 2007 | Mike McKay         | Avstralija          |                                           |
| 2008 | Elisabeta Lipă     | Romunija            |                                           |
| 2009 | Kathrin Boron      | Nemčija             |                                           |
| 2010 | James Tomkins      | Avstralija          |                                           |
| 2011 | Jüri Jaanson       | Estonija            |                                           |